# Vila Algarve
Vila Algarve és una casa residencial a la capital de Moçambic, Maputo. Construïda en 1934, posteriorment va obtenir la classificació com a edifici d'interès arquitectònic. L'edifici va ser la seu de la Polícia Internacional e de Defesa do Estado al final del període colonial a Moçambic. És situat a la intersecció de l' Avenida Mártires da Machava i Avenida Ahmed Sekou Touré.

## Història
L'edifici va ser construït el 1934 pels portuguesos. Destaquen les rajoles, un rar exemple de mosaics decorats amb motius naturalistes de principis del segle xx, així com d'arquitectura historicista.
Amb l'inici de Guerra Colonial Portuguesa a les colònies portugueses de Guinea Portuguesa, Angola i Moçambic, la PIDE va ampliar les seves activitats als territoris colònies. La PIDE va confiscar l'edifici i el va utilitzar com la seva seu. Durant la  guerra colonial molts membres de la resistència hi van ser torturats. El poeta moçambiquès José Craveirinha descriu les seves experiències en aquesta casa en tres de les seves obres Hi ha hagut altres presos famosos, entre d'altres, Rui Knopfli i Malangatana Ngwenya.
Després de la independència Moçambic, l'edifici va romandre abandonat, en gran part a causa de la seu passat funest, i fou ocupat per persones sense llar. En 1999 l'Ordem dos Advogados de Moçambique va adquirir l'immoble i es va plantejar instal·lar-hi la seva seu. La despesa de rehabilitació fou estimada en 400.000 euros. Més tard, l'Ordem va abandonar els seus plans i va donar l'edifici al Ministeri de Cultura. En nom del Ministeri de Resistència, s'hi instal·larà un Museu da Libertação de Moçambique".
Des de 2011, l'edifici es troba en la fase de preselecció per a una llista dels monuments de la ciutat de Maputo. A la base de dades monuments portuguesos (Sistema de Informação para Património Arquitectónico), que inclou els edificis de les antigues colònies portugueses, Vila Algarve està registrada amb el número 31730.